# Andy Sutz
Pour les articles homonymes, voir Sutz.
Andreas (Andy) Sutz né le 16 mai 1981 à Schaffhouse en Suisse est un duathlète professionnel, champion d'Europe de duathlon en 2009.

## Palmarès duathlon
Le tableau présente les résultats les plus significatifs (podium) obtenus sur le circuit international de duathlon depuis 2002,.
| Année | Compétition                                       | Pays      | Position           | Temps           |
| ----- | ------------------------------------------------- | --------- | ------------------ | --------------- |
| 2013  | Championnats d'Europe de duathlon                 | Pays-Bas  | Médaille de bronze | 2 h 41 min 27 s |
| 2013  | Championnats d'Europe de duathlon longue distance | Pays-Bas  | Médaille de bronze | 2 h 41 min 27 s |
| 2013  | Rheintal Duathlon                                 | Suisse    | Médaille d'or      | 0 h 59 min 42 s |
| 2013  | Powerman Malaysie                                 | Malaisie  | Médaille d'or      | 2 h 52 min 6 s  |
| 2013  | Championnats de Suisse                            | Suisse    | Médaille d'argent  | 1 h 29 min 51 s |
| 2011  | Powerman Duathlon                                 | Suisse    | Médaille de bronze | 6 h 18 min 29 s |
| 2011  | Championnats du monde de duathlon longue distance | Suisse    | Médaille de bronze | 6 h 18 min 29 s |
| 2011  | Powerman Autriche                                 | Autriche  | Médaille d'argent  | 3 h 39 min 32 s |
| 2010  | Powerman Duathlon                                 | Suisse    | Médaille d'or      | 6 h 19 min 3 s  |
| 2010  | Powerman Autriche                                 | Autriche  | Médaille d'or      | 3 h 43 min 5 s  |
| 2010  | Powerman Allemagne                                | Allemagne | Médaille d'or      | 3 h 11 min 47 s |
| 2009  | Championnats d'Europe de duathlon                 | Hongrie   | Médaille d'or      | 1 h 50 min 47 s |
| 2009  | Powerman Duathlon                                 | Suisse    | Médaille d'argent  | 6 h 29 min 37 s |
| 2009  | Powerman Malaysie                                 | Malaisie  | Médaille d'or      | Timing          |
| 2008  | Powerman Duathlon                                 | Suisse    | Médaille d'or      | 6 h 29 min 44 s |
| 2008  | Rheintal Duathlon                                 | Suisse    | Médaille d'or      | Timing          |
| 2008  | Powerman Autriche                                 | Autriche  | Médaille d'argent  | Timing          |
| 2007  | Powerman Autriche                                 | Autriche  | Médaille d'argent  | Timing          |
| 2002  | Irchel Duathlon                                   | Suisse    | Médaille d'or      | 1 h 35 min 35 s |

## Palmarès athlétisme
- 2007
  - 3e au Trophée mondial de course en montagne 2007 par équipes avec Alexis Gex-Fabry, Sébastien Epiney et David Schneider